# هاينز إرهارت
هاينز إرهارت (بالألمانية: Heinz Erhardt)‏ (و. 1909 – 1979 م) هو كاتب، وممثل أفلام، وممثل مسرحي، وملحن، وشاعر ألماني، ولد في ريغا، بدأ مشواره المهني سنة 1928، توفي في هامبورغ، عن عمر يناهز 70 عاماً.

## جوائز
حصل على جوائز منها:

وسام صليب القائد من رتبة استحقاق من جمهورية ألمانيا الاتحادية (1979)

## وصلات خارجية
- هاينز إرهارت على موقع IMDb (الإنجليزية)
- هاينز إرهارت على موقع مونزينجر (الألمانية)
- هاينز إرهارت على موقع ألو سيني (الفرنسية)
- هاينز إرهارت على موقع ميوزك برينز (الإنجليزية)
- هاينز إرهارت على موقع أول موفي (الإنجليزية)
- هاينز إرهارت على موقع قاعدة بيانات الأفلام السويدية (السويدية)
- هاينز إرهارت على موقع أول ميوزيك (الإنجليزية)
- هاينز إرهارت على موقع ديسكوغز (الإنجليزية)
- هاينز إرهارت على موقع قاعدة بيانات الفيلم (الإنجليزية)
- هاينز إرهارت على موقع كينوبويسك (الروسية)